# Victor Catan

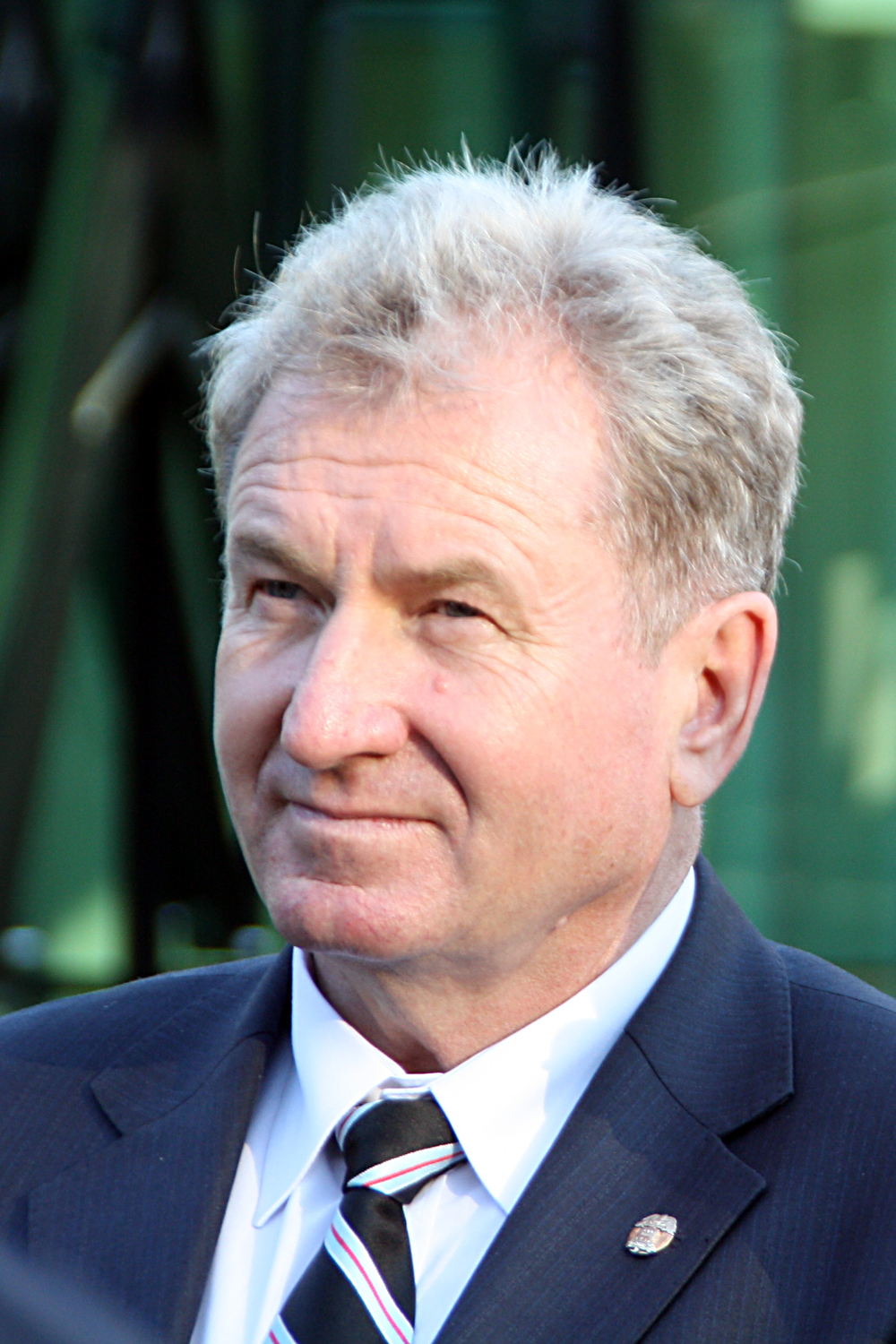

Victor Catan (ur. 17 sierpnia 1949 we wsi Druţa, rejon Rîșcani) – mołdawski funkcjonariusz milicji i polityk, minister spraw wewnętrznych w latach 1998–1999 i od 2009.

## Życiorys
W latach 1976–1981 odbył studia w Wyższej Szkole MSW w Kijowie.
W 1972 rozpoczął służbę w organach MSW Mołdawskiej SRR. Był inspektorem Służby ds. Zwalczania Przestępczości Gospodarczej w Benderach i rejonie Anenii Noi. Pełnił funkcje inspektora ds. zadań specjalnych w Głównym Zarządzie ds. Zwalczania Przestępczości Gospodarczej, naczelnika wydziału oraz dyrektora Zarządu Policji Gospodarczej MSW Mołdawii.
W latach 1992–1997 sprawował urząd I wiceministra spraw wewnętrznych, a od 1997 był wiceministrem sprawiedliwości. W 1998 otrzymał nominację na stanowisko ministra spraw wewnętrznych, które zajmował do 1999.
Od 2000 do 2002 kierował Urzędem ds. Wprowadzenia Pierwszego Projektu Katastralnego. Od 2002 pracował jako wykładowca na Mołdawskim Uniwersytecie Technicznym.
25 września 2009 został powołany na funkcję ministra spraw wewnętrznych w rządzie Vlada Filata.